# Huỳnh Thành Lập
Ông Huỳnh Thành Lập từng là Ủy viên Ban Thường vụ Thành ủy Thành phố Hồ Chí Minh nhiệm kì 2010 - 2015, Trưởng đoàn Đại biểu Quốc hội Thành phố Hồ Chí Minh, Đại biểu Quốc hội khóa XI, XII; Đại biểu Hội đồng nhân dân thành phố khóa IV, V, VI, VII.

## Xuất thân
Ông sinh ngày 25 tháng 5 năm 1956. Quê quán: xã Long Định, huyện Bình Đại, tỉnh Bến Tre. Hiện cư ngụ tại số 09, đường Phan Xích Long, phường 3, quận Phú Nhuận, Thành phố Hồ Chí Minh.

## Giáo dục
Sau khi tốt nghiệp cấp III, năm 1974 theo học Đại học Khoa học Sài Gòn;
Tiến sĩ Triết học, Cử nhân Luật, Cử nhân Quản trị Kinh doanh, Cử nhân Chính trị.

## Sự nghiệp
- Từ tháng 8 năm 1975 đến tháng 3 năm 1984: Ông làm Thư ký tổng hợp, rồi Ủy viên Thường vụ Hội Nông dân huyện Hóc Môn; sau đó lần lượt Ông làm: Ủy viên Ban Chấp hành Hội Nông dân thành phố, Phó Chủ tịch Hội Nông dân huyện Hóc Môn. Ông được kết nạp vào Đảng Cộng sản Việt Nam ngày 18 tháng 9 năm 1981;
- Từ tháng 4 năm 1984 đến tháng 8 năm 1986: Ông là Ủy viên Ban Thường vụ Hội, Chánh Văn phòng Hội Nông dân thành phố Hồ Chí Minh;
- Từ tháng 8 năm 1986 đến tháng 7 năm 1988: Ông được cử đi học tập trung tại Trường Đảng cao cấp Nguyễn Ái Quốc - Hà Nội;
- Từ tháng 8 năm 1988 đến tháng 11 năm 1994: Ông là Phó Chủ tịch Hội, Ủy viên Đảng đoàn; Phó Bí thư Chi bộ Hội Nông dân thành phố Hồ Chí Minh;
- Từ tháng 12 năm 1994 đến tháng 8 năm 2002: Phó Trưởng ban chuyên trách, đến tháng 12 năm 1999 làm Trưởng ban chuyên trách Ban Văn hóa-Xã hội, Ủy viên Đảng đoàn, Bí thư Chi bộ Thường trực Hội đồng nhân dân thành phố;
- Từ tháng 9 năm 2002 đến tháng 5 năm 2004: Phó Trưởng Đoàn chuyên trách Đoàn Đại biểu Quốc hội thành phố khóa XI;
- Từ tháng 6 năm 2004 đến tháng 4 năm 2010: Ông là Thành ủy viên, Phó Chủ tịch Hội đồng nhân dân thành phố khóa VII (2004-2011) kiêm Phó Trưởng Đoàn Đại biểu Quốc hội thành phố khóa XII (7/2007), Bí thư Đảng ủy Khối Chính quyền thành phố (11/2005); Phó Bí thư Đảng ủy Khối Dân Chính Đảng thành phố (7/2007);
- Từ tháng 4 năm 2010 đến năm 2011: Ông là Ủy viên Ban Thường vụ Thành ủy khóa VIII, IX; Phó Trưởng Đoàn chuyên trách Đoàn Đại biểu Quốc hội thành phố khóa XII.
- Từ 2011 đến 2016: Ông là Ủy viên Thường vụ Thành ủy khóa IX, Trưởng Đoàn Đại biểu Quốc hội thành phố khóa XIII.
- Năm 2016, ông chính thức nghỉ hưu.

## Giải thưởng
Ông đã được tặng thưởng: Huân chương Lao động hạng III, Bằng khen của Thủ tướng Chính phủ, 05 Huy chương, Kỷ niệm chương Vì sự nghiệp xây dựng và phát triển của các đoàn thể, các Bộ ngành.